# Schladt
Schladt là một đô thị ở huyện Bernkastel-Wittlich, trong bang Rheinland-Pfalz, Đô thị Schladt có diện tích 4,96 km², dân số thời điểm ngày 31 tháng 12 năm 2006 là 121 người.